# Primarias del Partido Demócrata de 2008 en Rhode Island
La Primaria demócrata de Rhode Island, 2008 fue el 4 de marzo de 2008.

## Resultados
| Clave: | Retirado antes de la contienda |

| Primaria Presidencial Demócrata de Rhode Island, 2008 100% de los precintos reportados | Primaria Presidencial Demócrata de Rhode Island, 2008 100% de los precintos reportados | Primaria Presidencial Demócrata de Rhode Island, 2008 100% de los precintos reportados | Primaria Presidencial Demócrata de Rhode Island, 2008 100% de los precintos reportados |
| Candidato                                                                              | Votos                                                                                  | Porcentaje                                                                             | Delegados                                                                              |
| -------------------------------------------------------------------------------------- | -------------------------------------------------------------------------------------- | -------------------------------------------------------------------------------------- | -------------------------------------------------------------------------------------- |
| Hillary Clinton                                                                        | 108.750                                                                                | 58,45%                                                                                 | 13                                                                                     |
| Barack Obama                                                                           | 75.115                                                                                 | 40,37%                                                                                 | 8                                                                                      |
| John Edwards                                                                           | 1.132                                                                                  | 0,60%                                                                                  | 0                                                                                      |
| Indecisos                                                                              | 1.039                                                                                  | 0,55%                                                                                  | 0                                                                                      |
| Totales                                                                                | 186.036                                                                                | 100%                                                                                   | 21                                                                                     |